# Rino Pucci
Rino Pucci (Chiesina Uzzanese, província de Pistoia, 22 de gener de 1922 - 10 de desembre de 1986) va ser un ciclista italià, que va córrer durant els anys 40 del segle xx.
El 1948 va prendre part en els Jocs Olímpics de Londres, tot guanyant una medalla de plata en la prova de persecució per equips, fent equip amb Arnaldo Benfenati, Guido Bernardi i Anselmo Citterio.